# Hessische Staatsweingüter Kloster Eberbach

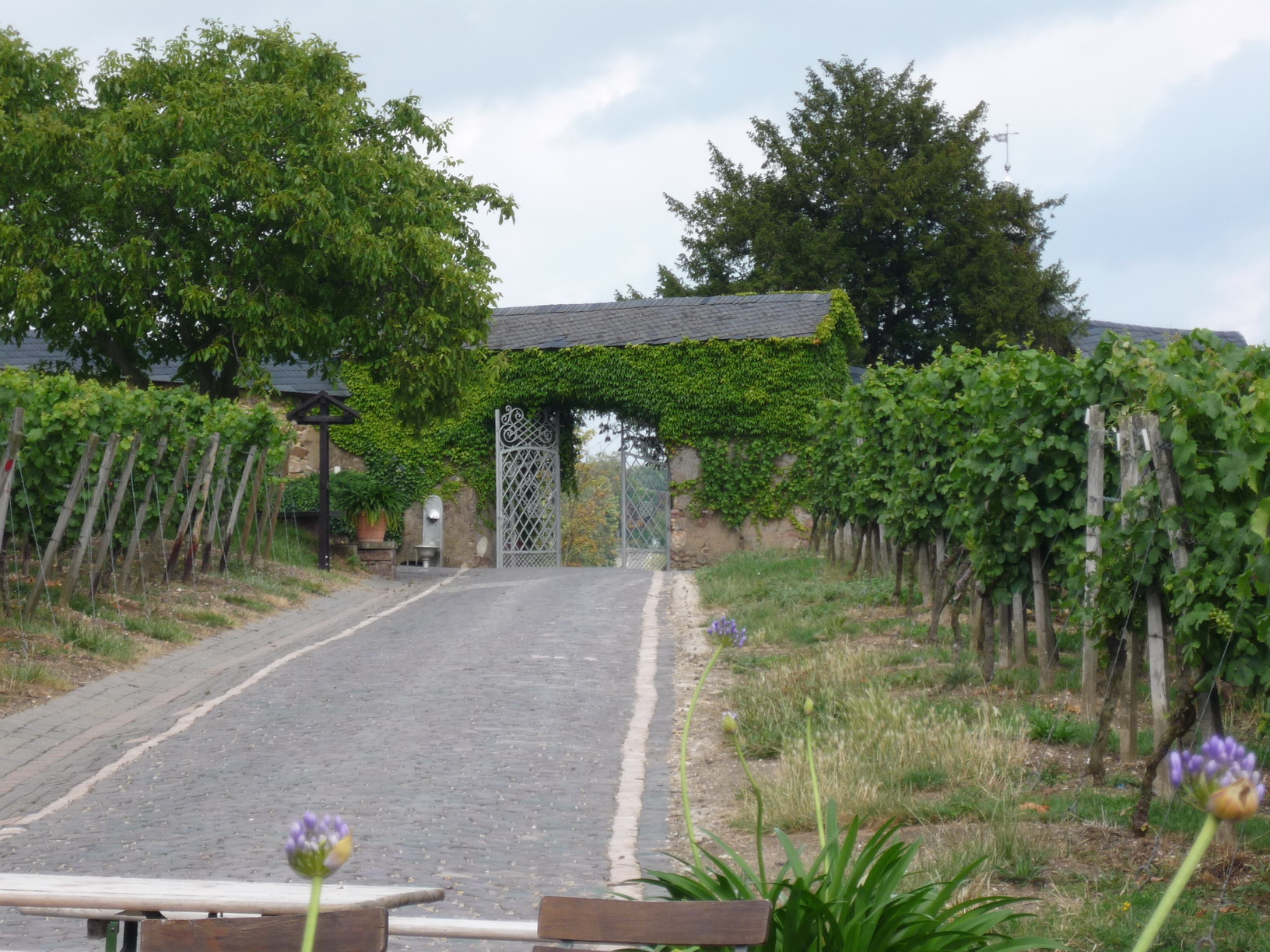
Domäne auf dem Steinberg:
Blick vom Ausschank Schwarzen Häuschen zum Tor

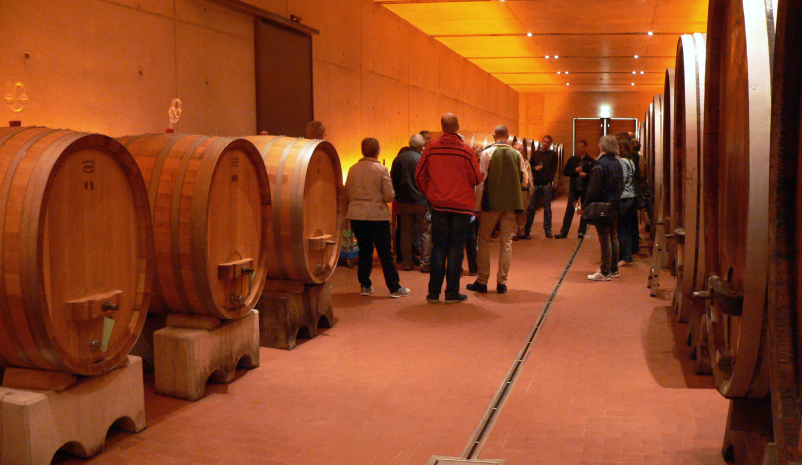
Weinkeller mit Weinfässern

Die Hessischen Staatsweingüter Kloster Eberbach sind ein Weingut, das sich über Anbauflächen im Rheingau und der Hessischen Bergstraße erstreckt. Mit 238 Hektar Anbaufläche ist es das größte Weingut Deutschlands. Es gehört dem Verband Deutscher Prädikatsweingüter (VDP) an. Eigentümer ist das Land Hessen, der Hauptsitz ist Eltville am Rhein.

## Geschichte
Den Ursprung der Staatsweingüter bildet das Kloster Eberbach, das 1136 von Bernhard von Clairvaux als Niederlassung der Zisterzienser gegründet wurde. Die aus Frankreich entsandten Mönche begannen alsbald mit dem Weinbau in der Nähe ihres Klosters, ursprünglich um Messwein herzustellen. Der in den Lagen der Mönche gekelterte Wein erwies sich jedoch recht bald als gefragtes Handelsgut. Die Eberbacher Weinwirtschaft expandierte und betrieb zur Blütezeit 205 Außenstellen von Köln bis Worms. Die dem Kloster gehörende Anbaufläche wurde dabei stetig vergrößert.
1803 wurde das Kloster durch den Reichsdeputationshauptschluss säkularisiert, wodurch zwar die klösterliche, nicht aber die Weinbautradition unterging. Der Grundbesitz des Klosters fiel dem Fürstentum Nassau-Usingen und danach dem Herzogtum Nassau zu, wem die Erträge zufielen, ob dem Herzog oder dem Staat, war bis zum Ende umstritten. Schließlich ließ der Herzog bei seiner Flucht vor den Preußen 1866 den Inhalt der Keller mitgehen, umgerechnet etwa 150.000 Liter Rheingauer Wein.
Die Domänengüter wurden sodann Eigentum Preußens. Die Domänenverwaltung machte aus der Königlich-Preußischen Staatsdomäne Wiesbaden Kloster Eberbach einen Musterbetrieb und kaufte weitere Lagen hinzu, vor allem in der Domäne Rauenthal. Der Aufstieg begann mit der Bestellung des gebürtigen Ungarn Andreas Czéh, der die Leitung der Domäne 1880 von dem noch in nassauischer Zeit berufenen Weinbau- und Keller-Inspector Theodor Victor übernahm und bis 1918 zunächst als Inspektor, dann als Königl.-Preußischer Domanial-Weinbaudirektor amtierte. Auf seine Initiative gehen die ehemaligen Kellerei- und Verwaltungsgebäude in Eltville und Rüdesheim zurück. Um 1900 erzielten die Spitzenweine der Eberbacher Domäne internationale Spitzpreise. Bei öffentlichen Versteigerungen von Fasswein konnten seinerzeit für ein Stück Eberbacher Wein ohne weiteres 20.000 bis 30.000 Mark erlöst werden.
1945 ging das Weingut in den Besitz des Landes Hessen über. 1951 wurde die Sektproduktion aufgenommen, um eine Überproduktion von Wein zu verwerten. Damit war das Land Hessen neben der Sowjetunion der einzige sektproduzierende Staat der Welt. 1966 nahm der gebürtige Siebenbürger Sachse Hans Ambrosi die Berufung zum Weinbaudirektor der Hessischen Staatsweingüter an, die er bis 1990 leitete. Mit einem erfolgreichen Vermarktungskonzept erwirtschaftete er für die Staatsweingüter beachtliche Gewinne. Er verband Weinkultur mit künstlerischen Aktivitäten und öffnete das Kloster Eberbach in großem Stil für entsprechende Veranstaltungen. Er setzte sich sehr für die inzwischen weitgehend abgeschlossene Sanierung des Klosters ein. Das Rheingau Musik Festival fand hier durch seine Förderung, besonders in der eine besondere Akustik bietenden Basilika, eine wichtige Spielstätte. Durch seinen Anstoß hat sich das Kloster zu einem Wein-, Musik- und Kulturzentrum von europäischem Rang entwickelt, das auch zur Bühne für Staatsbesuche und internationale Konferenzen wurde.
1998 wurde das Baudenkmal Kloster Eberbach aus den Staatsweingütern ausgegliedert und wird seitdem von der öffentlich-rechtlichen Stiftung Kloster Eberbach geführt.

## Umstrukturierung

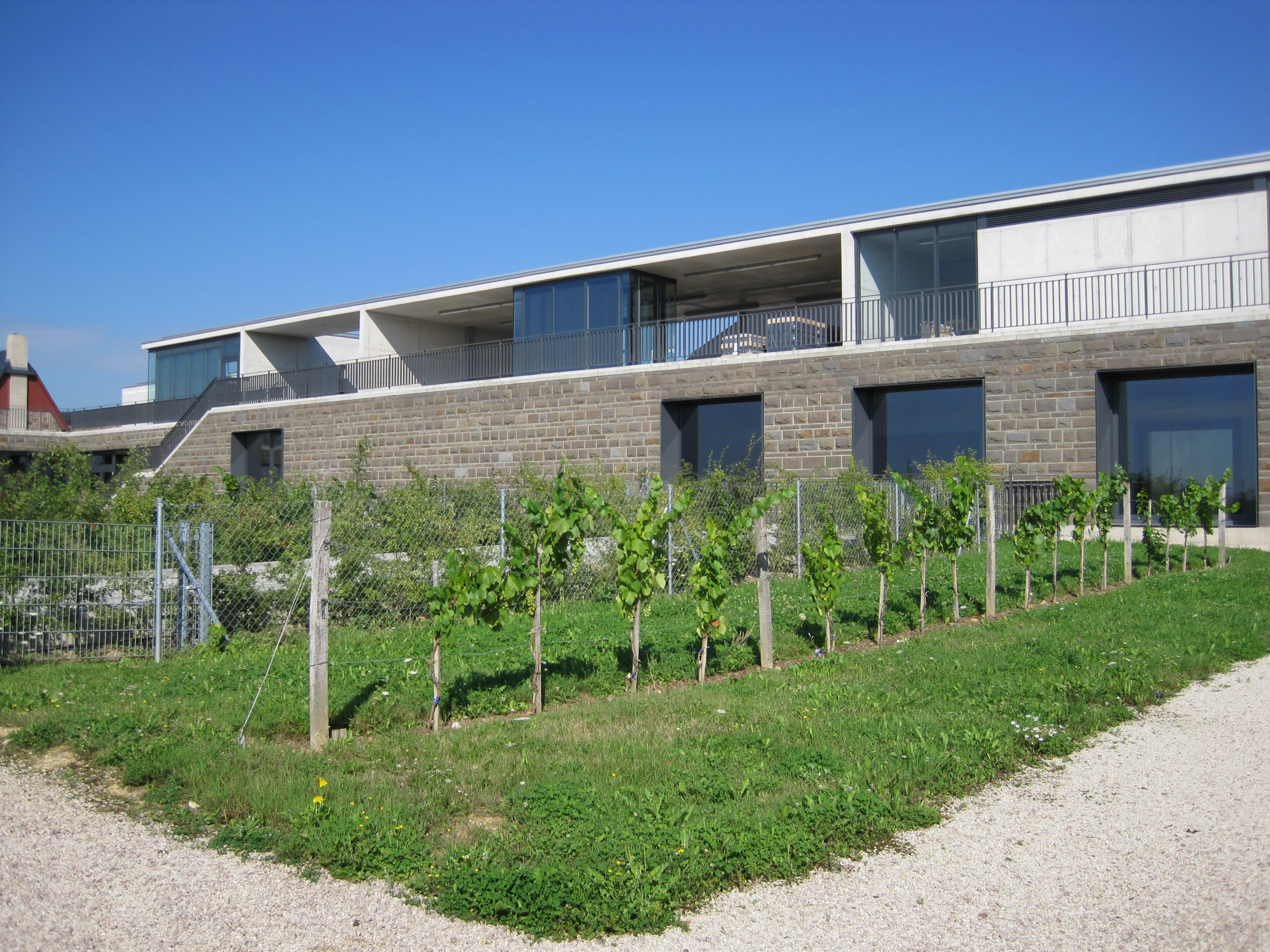
Der Steinbergkeller des Architekten Reinhard Moster

Zum Jahresbeginn 2003 wandelte das Land Hessen den „Landesbetrieb Hessische Staatsweingüter“ in die „Hessische Staatsweingüter GmbH Kloster Eberbach“ um. Der amtierende Ministerpräsident Roland Koch übernahm den Vorsitz des Aufsichtsrats, den er bis 2013 behielt. Der seit 2000 als Betriebsleiter aktive Dieter Greiner, der die tiefgreifende Umstrukturierung des Unternehmens vorbereitet hatte, wurde gleichzeitig Geschäftsführer. Die Weinberge und Betriebsgebäude wurden im Gegensatz zum eigentlichen Weinbaubetrieb nicht Teil der GmbH, sondern blieben im direkten Landesbesitz. Für die Nutzung dieser und anderer Anbauflächen hatte der Betrieb seitdem Pacht zu entrichten.
2006 leitete die EU-Kommission wegen des Verdachts unerlaubter staatlicher Beihilfen ein offizielles Prüfverfahren ein. Gegenstand waren aus dem Landeshaushalt gewährte Zuschüsse und die Mitfinanzierung des Neubaus der zentralen Kellerei in Form eines Darlehens in Höhe von 7,5 Millionen Euro. 2008 erfolgte die Entscheidung, dass der Betrieb dem Land rund 542.000 Euro zuzüglich Zinsen für bis Ende 2002 ohne Rechtsgrundlage erhaltene Zahlungen erstatten musste. Die im Zusammenhang der Umstrukturierung ab 2003 geleisteten Beihilfen wurden dagegen nicht beanstandet.
Der Steinbergkeller – ein weitestgehend unterirdischer Weinkeller an der Straße zwischen Hattenheim und Kloster Eberbach – wurde 2008 als zentrale Kellerei der Staatsweingüter fertiggestellt. Damit wurde die Betriebszentrale von der Kernstadt Eltville an den Steinberg verlegt. Planung und Bau der modernen Produktionsstätte waren von erheblichen Protesten der umliegenden Winzer und Anwohner begleitet.
Das Betriebsgebäude der Domäne Bensheim in der Bensheimer Grieselstraße wurde veräußert und die Trauben werden nun in der schlagkräftigen Steinbergkellerei verarbeitet.

## Besitz
Das mit 238 Hektar größte Weingut Deutschlands erstreckt sich über sechs Domänen:
Im Rheingau:
- Assmannshausen (Lage: Höllenberg, Anbaufläche der Staatsweingüter 23,1 ha),
- Rüdesheim (Lagen: Berg Schloßberg, Rottland und Roseneck, Klosterlay, insgesamt 20,3 ha),
- Steinberg (Lagen: Steinberg, Hattenheimer Engelmannsberg, Hattenheimer Mannberg, Erbacher Marcobrunn, Erbacher Siegelsberg, Erbacher Honigberg sowie kleinere Lagen, insgesamt 49,7 ha)
- Rauenthal/Wiesbaden (Lagen Rauenthal: Baiken, Gehrn, Wülfen, Langenstück, Taubenberg, Rothenberg sowie kleinere Lagen, insgesamt 46,8 ha; Lage Wiesbaden: Wiesbadener Neroberg, 4,1 ha),
- Hochheim (Lagen: Domdechaney, Kirchenstück, Hölle, Stein, insgesamt 12,5 ha)

An der hessischen Bergstraße:
- Bensheim (Lagen: Heppenheimer Centgericht, Heppenheimer Steinkopf, Bensheimer Streichling, Bensheimer Kalkgasse, Schönberger Herrenwingert und kleine Hänge, insgesamt 32,6 ha).

## Weine
In den Rheingauer Lagen der Staatsweingütern wird hauptsächlich Riesling angebaut, die Domäne Assmannshausen ist für ihren in Steilhängen produzierten Spätburgunder bekannt. Die Anbauflächen mit Reben für Weißburgunder, Grauburgunder und Chardonnay befinden sich überwiegend an der Bergstraße.